# Ян Заремба
Ян Заремба (? — після 1596) — львівський скульптор. Працював, поєднуючи традиції пізнього італійського та північного Ренесансу, під певним впливом маньєризму.
Почав свою діяльність як учень у майстерні Гемрана ван Гутте. Під його керівництвом виконав горельєфне зображення Анни Чарнковської для настінного надгробку у костелі міста Чарнкув Великопольського воєводства. Відомо про конфлікт і бійку двох скульпторів, яка 1569 року розглядалась у суді. Заремба був засуджений на сім днів арешту і відшкодування медичних витрат. Протягом 1582—1596 років у протоколах виборів правління львівського цеху будівничих і каменярів числиться як самостійний майстер. Відомо, що від 1583 року мав учня Войцеха Клімковіца з Городка. Після того, як ван Гутте втік зі Львова, Заремба ймовірно став керівником майстерні, сплачував його борги. 1596 року востаннє згадується у списках цехових майстрів, що ймовірно свідчить про смерть того року. 
Зарембі приписується низка робіт, виконаних на замовлення Шольц-Вольфовичів. Це зокрема кам'яний рельєф у цоколі презбітерія латинського кафедрального собору у Львові. Скульптурне оздоблення будинку на площі Ринок, 23: антропоморфні та анімалістичні маскарони, едикула із зображенням «Хрещення Ісуса Христа», позначена впливами італійського маньєризму. Біля підніжжя композиції уміщено лежачу алегорію Віри. Останні роки життя Заремба міг працювати над мармурово-алебастровим вівтарем Шольц-Вольфовичів для львівської латинської катедри (від 1760-х знаходиться у церкві Покрови на вул. Грушевського). В роботі над вівтарем особисто взяв участь Ян Шольц-Вольфович.